# Jaron Sorat
Jaron Sorat (tiếng Thái: จรณ โสรัตน์, phiên âm: Cha-lon Xo-lát, sinh ngày 23 tháng 5 năm 1988) còn có nghệ danh là Top (ท็อป, Thóp), là một diễn viên và người mẫu người Thái Lan. Anh từng là diễn viên độc quyền của Đài Channel 3.

## Các bộ phim đã từng tham gia

### Phim truyền hình
| Năm  | Phim                                                                          | Vai                                                    | Đóng với                            | Đài |
| ---- | ----------------------------------------------------------------------------- | ------------------------------------------------------ | ----------------------------------- | --- |
| 2012 | Nuer Mek 2                                                                    | Komsorn Suriyorn                                       | Kamolned Ruengsri                   | CH3 |
| 2013 | Suparburoot Jutathep: Khun Chai Rachanon Quý ông nhà Jutathep: Kỹ sư Rachanon | Chatchavee Teawaprom                                   | Pattrakorn Tungsupakul              | CH3 |
| 2013 | The Sixth Sense 2                                                             | Joe                                                    | Nichari Chokprajakchat              | CH3 |
| 2014 | Wieng Roy Dao Hồn ma cung điện                                                | Poramat (Por) Yutitada                                 | Pattrakorn Tungsupakul              | CH3 |
| 2014 | Samee Tee Tra Người chồng tuyệt vời                                           | Siwa                                                   | Diana Flipo                         | CH3 |
| 2015 | Hong Hoon                                                                     | Sunthi/Art                                             | Jarinporn Joonkiat                  | CH3 |
| 2016 | Chaat Payak                                                                   | Glaa                                                   | Nittha Jirayungyurn                 | CH3 |
| 2016 | Kularb Tud Petch Hoa hồng cắt kim cương                                       | Danupope                                               | Nichari Chokprajakchat              | CH3 |
| 2017 | Ruk Long Rohng                                                                | Tula Raksirisakul / "Tul"                              | Chalida Vijitvongthong              | CH3 |
| 2018 | Matupoom Haeng Huajai Quê hương trong tim                                     | Ttsara Ratchaphonkun / "It" (Series Thời đại anh hùng) |                                     | CH3 |
| 2018 | Montra Lai Hong Dấu chân thiên nga                                            | Ttsara Ratchaphonkun / "It" (Series Thời đại anh hùng) |                                     | CH3 |
| 2018 | Lom Phrai Pook Ruk Gió rừng siết chặt yêu thương                              | Ttsara Ratchaphonkun / "It" (Series Thời đại anh hùng) | Nuttanicha Dungwattanawanich        | CH3 |
| 2018 | Sen Son Kol Ruk Đường kẻ rẽ tình                                              | Ttsara Ratchaphonkun / "It" (Series Thời đại anh hùng) |                                     | CH3 |
| 2018 | Tai Peek Puksa Dưới khoảng trời kia                                           | Ttsara Ratchaphonkun / "It" (Series Thời đại anh hùng) |                                     | CH3 |
| 2018 | Nang Barb                                                                     | Pal                                                    | Preeyakarn Jaikanta                 | CH3 |
| 2019 | Tukta Phee Búp bê ma                                                          | Atirut / "Rut"                                         | Sushar Manaying                     | CH3 |
| 2020 | Toong Sanaeha Cánh đồng tình yêu                                              | Paitoon                                                | Jarinporn Joonkiat & Eisaya Hosuwan | CH3 |
| 2021 | Game Lah Torrachon Trò chơi săn lùng kẻ ác                                    | Mavin                                                  | Pimpawee Kograbin                   | CH3 |
|      | Pom Sanaeha                                                                   |                                                        | Pitchapa Phanthumchinda             | CH3 |

### Phim điện ảnh
| Năm | Tựa             | Vai | Đóng với    |
| --- | --------------- | --- | ----------- |
|     | The Convergence |     | Rika Ishige |